# 印西市
印西市（いんざいし）は、千葉県の北西部に位置する市。人口は約11万人。印西商圏を形成する商業中心都市。
業務核都市に指定されている千葉ニュータウンの拠点都市であり、東京都心に通勤する子育て世代が増加する住宅都市として成長している。
国内外の企業がデータセンターを設置していることから「情報城下町」とも呼ばれている。
1996年（平成8年）市制施行。

## 概要
印西市木下地区は、古くより利根川水運の宿場町「木下河岸（きおろしがし）」と呼ばれ、銚子から江戸への中継地点として栄えていた。銚子沖で獲れた魚貝類は、木下河岸で荷揚げされ、木下街道を通り本行徳河岸で再び舟に乗せ替えて日本橋・小網町の行徳河岸に運び入れていた。
近年では、千葉ニュータウン地区が関東平野の中で活断層が無く下総台地上の岩盤が強固とされることから、地震等大規模災害へのリスクヘッジとして世界中から注目を集め、大企業や海外企業のデータセンターが次々と建設されるなど、国内でも大規模開発が目覚ましい地域の一つである。また、地理的にも東京と成田国際空港の中間に位置し、都心へのアクセスの良さから多くの物流系企業も同地区に進出している。特に千葉ニュータウン鹿黒地区に進出した世界的企業グッドマン・グループ（グッドマンジャパン）は、商業施設や大企業を集約した「グッドマンビジネスパーク」を開発し、充実した電力インフラと優れた事業継続計画（BCP機能）により、今後も更なる発展が期待されている。また、日本初となるGoogleのデータセンターも2023年4月から同パーク内において稼働している。印西市への電力供給量は約100万kWとされており、これは山梨県の電力需要に匹敵している。
市内には、ジョイフル本田千葉ニュータウン店、ビッグホップガーデンモール印西、牧の原モア、イオンモール千葉ニュータウンなどの大型ショッピングセンターが林立しており、準商業中心都市から商業中心都市に商圏を広げている。
市制施行直前には全国で最も人口の多い町となり、印西市文化ホール（市役所隣）前には全国町村人口日本一の記念碑が建てられている。2011年（平成23年）には、印西市のマスコットキャラクターが、「いんザイ君」に決定し、2016年（平成28年） 市制施行20周年を記念する式典を開催。キャッチフレーズは「世代を超えて未来を創る印西市」に決定した。なお、2018年（平成30年）5月29日には人口10万人を突破、2023年（令和5年）1月6日には人口11万人を突破した。

## 地理

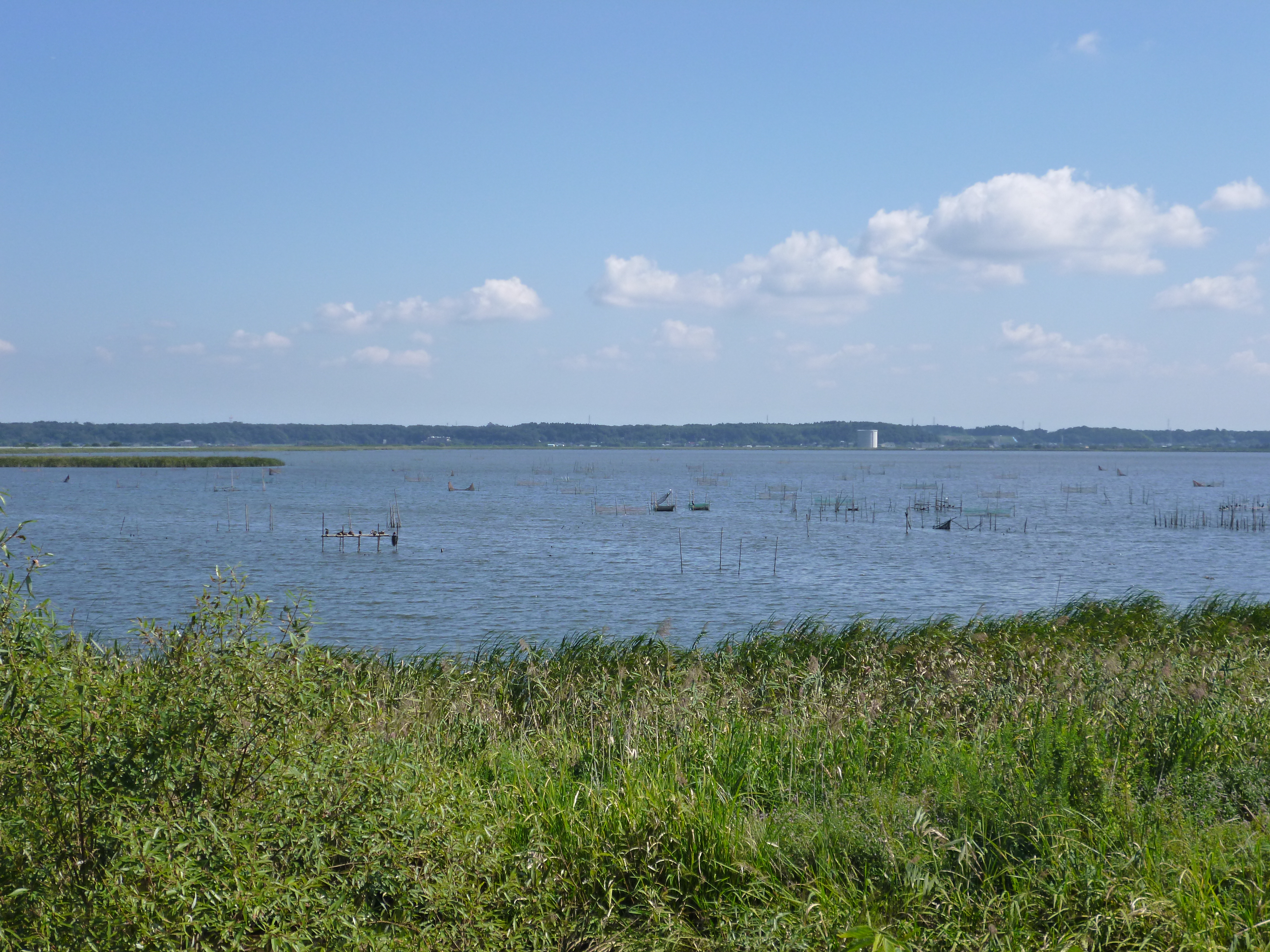
ふなどばしから望む印旛沼

千葉県北部に位置し、県庁所在地である千葉市から約20キロメートルの距離である。東京都の都心から30 - 40キロメートル圏内である。成田国際空港から約15キロメートルに位置する。
東京都特別区部への通勤率は24.2%（平成22年国勢調査）。

### 地形
標高は、20から30メートル程度の平坦な下総台地と利根川、印旛沼、手賀沼などからなる周辺の低地により構成されている。台地と低地部の境には、低地部から台地に入り込む侵食谷や、谷津と呼ばれる地形が広がる。地質は、台地上は洪積層に属し関東ローム層からなっており、低地部は沖積層に属し一般に肥沃な土地が広がっている。土地利用は台地上は主に畑や山林として利用されてきたが、近年は強固な地盤であることから千葉ニュータウンをはじめとした市街地が広がっており、市民の約6割がこの地域に住む。低地部は豊かな水に恵まれ水田として利用されてきた。現在も谷津田など、緑豊かな田園風景が見られる。
河川
全て利根川水系の河川であり、本流は市北端を流れている。
- 手賀川（六軒川・弁天川） - 下手賀川 - 亀成川 - 古新田川、大森川、鹿黒川、和泉川、浦部川
- 神崎川 - 戸神川
- 師戸川 - 角田川、造谷川
- 長門川 - 旧長門川、将監川
- 松虫川
- 物木集水路

湖沼
- 手賀沼
- 北印旛沼、西印旛沼

### 隣接する自治体
隣接する自治体のうち、利根町とは直接的な往来はできず、我孫子市か栄町を経由する必要がある。千葉県で他県と接していながら直接的な往来ができない自治体は印西市のみである。
- 柏市
- 我孫子市
- 白井市
- 八千代市
- 佐倉市
- 成田市
- 印旛郡
  - 栄町
  - 酒々井町
- 茨城県
  - 北相馬郡利根町

## 歴史

### 沿革
江戸時代は利根川の水運が盛んで、物資移送や香取神宮、鹿島神宮、息栖神社の三社詣などで木下街道付近にあった木下河岸が栄えた。
- 1889年（明治22年）4月1日 - 町村制施行に伴い、印旛郡木下町、大杜村、船穂村、永治村、六合村、宗像村、本郷村、埜原村が誕生。
- 1901年（明治34年）4月1日 - 成田鉄道安食 - 我孫子間が開通。木下駅が開設される。
- 1913年（大正2年）3月1日 - 大杜村が町制施行・改称して大森町となる。
- 1913年（大正2年）4月1日 - 本郷村、埜原村が合併して本埜村が誕生。
- 1920年（大正9年）9月1日 - 成田鉄道が国有化され、成田線と呼称。
- 1941年 (昭和16年）4月28日 - 逓信省印旛地方航空機乗員養成所（通称・印旛飛行場）が開設される。
- 1954年（昭和29年）
  - 8月26日 - 印旛少年院から76人が集団逃亡（少年院からの逃亡としては日本最多）[9]。
  - 12月1日 - 木下町、大森町、船穂村、永治村（平塚・谷田・清戸・十余一を除く）の2町2村が合併し、印旛郡印西町が誕生。
- 1955年（昭和30年）3月10日 - 六合村、宗像村が合併し、印旛村が誕生。
- 1961年（昭和36年）7月27日 - 沼南町（現柏市）と印西を結ぶ手賀沼架橋完成。
- 1967年（昭和42年）12月27日 - 印西都市計画千葉北部地区新住宅市街地開発事業（千葉ニュータウン事業) 施工の都市計画決定。
- 1970年（昭和45年）9月21日 - 交通安全宣言町を宣言。
- 1976年（昭和51年）8月3日 - 町役場が現在地に移転。
- 1981年（昭和56年）12月4日 - 公共下水道供用開始。
- 1984年（昭和59年）3月1日 - 印西町役場千葉ニュータウン出張所開所。
  - 3月16日 - 千葉ニュータウン入居開始。
  - 3月19日 - 北総鉄道北総線（千葉ニュータウン線）が開通し千葉ニュータウン中央駅開業。
  - 6月6日 - 北千葉揚排水機場完成。
- 1988年（昭和63年）4月1日 - 印西町民憲章制定。
- 1991年（平成3年）3月31日 - 北総開発鉄道北総・公団線都心直通乗り入れ開始。
- 1993年（平成5年）4月1日 - 全国町村人口日本一（人口51,753人）となる。
- 1994年（平成6年）1月 - 日本医科大学千葉北総病院が開設。
  - 7月6日 - 文化ホール、図書館オープン。
- 1995年（平成7年）4月1日 - 北総開発鉄道北総・公団線印西牧の原駅開業。千葉ニュータウン西の原エリアへの入居開始。
  - 10月11日 - 非核平和都市を宣言。
- 1996年（平成8年）3月22日 - 市制施行の自治省（現・総務省）官報告示。
  - 4月1日 - 単独市制施行「印西市」となる（県内31番目、全国666番目）。
- 2000年（平成12年）4月28日 - 県立北総花の丘公園がオープン。
  - 6月1日 - 千葉ニュータウン中央駅北口広場の供用を開始。
  - 7月22日 - 北総開発鉄道北総・公団線印旛日本医大駅開業。
- 2004年（平成16年）11月20日 - 健康都市を宣言。
- 2008年（平成20年）1月15日 - 歩行喫煙、ポイ捨て等防止条例が施行。
- 2010年（平成22年）3月23日 - 印旛郡印旛村と本埜村を編入。
- 2010年（平成22年）7月17日 - 成田スカイアクセス開業。
- 2016年（平成28年）4月1日  - 市制施行20周年記念式典を開催。キャッチフレーズは「世代を超えて未来を創る印西市」。
- 2017年（平成29年）2月12日 - 市制施行20周年を記念して印西スマイルマラソンを開催。
- 2018年（平成30年）5月29日 - 人口10万人を突破[8]。
- 2023年（令和5年）  1月6日　- 人口11万人を突破。

### 市町村合併
2003年、印西市・白井市・印旛郡印旛村・本埜村の2市2村の合併が検討され（北総市構想）、2003年4月1日には「印西市・白井市・印旛村・本埜村合併協議会」が設立されていたが、2004年7月の白井市で行われた住民投票で反対票が過半数を占め、同年8月31日に合併計画は白紙となった。
その後、2008年に印西市・印旛村・本埜村の1市2村の枠組みで、市町村の合併の特例等に関する法律（新合併特例法）の期限である2010年3月末までの合併に関する話合いを行うために、2008年10月24日に合併問題懇談会が、それぞれの市村の長および議会議員の代表により構成され設置された。そして、2009年1月9日には印西市・印旛村・本埜村合併協議会（法定）が設置された。
合併の期日は2010年（平成22年）3月23日、合併方式は印西市に印旛村・本埜村を編入する編入合併、新市の名称は「印西市」とすることで合意したが、本埜村の小川利彦村長（当時）が、「現時点で合併の必要を感じていない」などと発言し、実現性が不透明な状態となった。混乱の末、2009年12月に小川村長のリコールが成立し、これを受けて合併申請が行われ、2010年3月5日総務省告示第73号で合併が決定した。これにより、予定通り2010年3月23日に「新・印西市」が誕生することになった。

## 人口
令和2年国勢調査より前回調査からの人口増減をみると、10.7%増の104,698人であり、増減率は千葉県下54市町村中2位。
| |                                        |  |
| 印西市と全国の年齢別人口分布（2005年） | 印西市の年齢・男女別人口分布（2005年） |  |
| ■紫色 ― 印西市 ■緑色 ― 日本全国 | ■青色 ― 男性 ■赤色 ― 女性              |  |
| 印西市（に相当する地域）の人口の推移 \| 1970年（昭和45年） \| 28,011人 \| \| \| 1975年（昭和50年） \| 28,862人 \| \| \| 1980年（昭和55年） \| 29,970人 \| \| \| 1985年（昭和60年） \| 35,745人 \| \| \| 1990年（平成2年） \| 55,131人 \| \| \| 1995年（平成7年） \| 72,278人 \| \| \| 2000年（平成12年） \| 79,780人 \| \| \| 2005年（平成17年） \| 81,102人 \| \| \| 2010年（平成22年） \| 88,176人 \| \| \| 2015年（平成27年） \| 92,670人 \| \| \| 2020年（令和2年） \| 102,609人 \| \| |                                        |  |
| 総務省統計局 国勢調査より |                                        |  |
| 1970年（昭和45年） | 28,011人                               |  |
| 1975年（昭和50年） | 28,862人                               |  |
| 1980年（昭和55年） | 29,970人                               |  |
| 1985年（昭和60年） | 35,745人                               |  |
| 1990年（平成2年） | 55,131人                               |  |
| 1995年（平成7年） | 72,278人                               |  |
| 2000年（平成12年） | 79,780人                               |  |
| 2005年（平成17年） | 81,102人                               |  |
| 2010年（平成22年） | 88,176人                               |  |
| 2015年（平成27年） | 92,670人                               |  |
| 2020年（令和2年） | 102,609人                              |  |

- 現在の人口は107,442人、世帯数は43,330世帯。(2021年11月現在[11])

## 行政

### 市長
市長 - 藤代健吾（2024年7月28日就任 1期目）
歴代市長
- 初代 - 伊藤利明（元印西町長、1996年4月1日 - 1996年6月10日、1期（町長時代を含めると4期）、市制施行直後に在職のまま急逝。）
- 2代目 - 海老原栄（1996年7月28日 - 2004年7月27日、2期、市長退任後に急逝。）
- 3代目 - 山﨑山洋（2004年7月28日 - 2012年7月27日、2期）
- 4代目 - 板倉正直（2012年7月28日 - 2024年7月27日、3期）

### 行政機関

#### 役所
- 印西市役所
- 印旛支所
- 本埜支所
- 中央駅前出張所
- 牧の原出張所
- 小林出張所
- 船穂出張所
- 滝野出張所
- 岩戸出張所
- 平賀出張所

#### 消防

牧の原消防署

- 印西地区消防組合 - 白井市および本市で構成されている。
  - 印西地区消防組合消防本部
    - 牧の原消防署
    - 印旛消防署
    - 本埜消防署
    - 印西西消防署
    - 印西消防署

#### 警察

印西警察署

- 印西警察署
管内は、印西市・白井市並びに印旛郡栄町の一部（布鎌地区）。

#### 広域行政
- 印旛郡市広域市町村圏事務組合
佐倉市、四街道市、白井市、八街市、成田市、富里市、印旛郡酒々井町、栄町および本市の7市2町で構成されている。
- 印西地区環境整備事業組合
白井市、印旛郡栄町および本市の2市1町で構成されている。
- 印旛利根川水防事務組合
八千代市、白井市、佐倉市、四街道市、成田市、印旛郡酒々井町、栄町および本市の6市2町で構成されている。
- 印西地区衛生組合
印旛郡栄町と本市で構成されている。
- 長門川水道企業団
印旛郡栄町と本市で構成されている。

#### 県の機関
- 千葉県企業土地管理局ニュータウン整備課土地管理室
- 千葉県水道局船橋水道事務所千葉ニュータウン支所

### 条例
2008年（平成20年）1月15日、路上喫煙禁止条例（歩行喫煙、ポイ捨て等防止条例）が施行となり、千葉ニュータウン中央駅周辺が重点区域に指定された。指定喫煙場所以外の喫煙・空き缶などのごみのポイ捨ての違反者に対し命令に従わない場合、同年4月1日から過料徴収を実施している。

## 議会

### 市議会
- 定数：22名
- 任期：2019年（平成31年）4月30日 - 2023年（令和5年）4月29日
- 議長：板橋睦 (無所属)
- 副議長：近藤瑞枝 (至誠)

| 会派名      | 議席数 | 議員名（◎は代表者）                                                   |
| ----------- | ------ | --------------------------------------------------------------------- |
| 至誠        | 7      | ◎藤代武雄、中澤俊介、近藤瑞枝、岩崎成子、米井重行、稲葉健、松本有利子 |
| 創進        | 4      | ◎櫻井正夫、松尾榮子、増田葉子、小川利彦                               |
| 響(ひびき） | 3      | ◎金丸和史、玉木実、梶原友雄                                           |
| 公明党      | 2      | ◎浅沼美弥子、藤江研一                                                 |
| 新政        | 2      | ◎軍司俊紀、海老原作一                                                 |
| 日本共産党  | 2      | ◎山田喜代子、伊藤真一                                                 |
| 無所属      | 2      | 柿原健一、板橋睦                                                      |
| 計          | 22     |                                                                       |

※ 2019年(令和元年)5月17日現在

### 県議会
- 選挙区：印西市・印旛郡栄町選挙区
- 定数：2名

### 衆議院
- 選挙区：千葉13区（船橋市の一部、柏市（旧沼南町域）、鎌ケ谷市、印西市、白井市、富里市、印旛郡）
- 任期：2021年10月31日 - 2025年10月30日
- 投票日：2021年10月31日
- 当日有権者数：416,857人
- 投票率：54.49％

| 当落 | 候補者名 | 年齢 | 所属党派     | 新旧別 | 得票数    | 重複 |
| ---- | -------- | ---- | ------------ | ------ | --------- | ---- |
| 当   | 松本尚   | 59   | 自由民主党   | 新     | 100,227票 | ○    |
|      | 宮川伸   | 51   | 立憲民主党   | 前     | 79,687票  | ○    |
|      | 清水聖士 | 60   | 日本維新の会 | 新     | 42,473票  | ○    |

## 経済

### 商業
千葉ニュータウンの開発により多くの企業が進出、千葉ニュータウン中央駅や印西牧の原駅の周辺は印西市における経済・産業の中心地となった。
関東平野の中で活断層が無く岩盤が強固とされることから、防災上の理由で多くの金融機関が千葉ニュータウン内に事務センターや郵便局の東日本貯金事務計算センターを配置している。
北千葉道路の一部開通により、都心と成田空港の中間に大敷地でアクセスが良いのが注目され、物流倉庫が多く建設された。別名「物流城下町」と呼ばれている。宅地造成やマンションの建築も盛んであり、分譲地には有名ハウスメーカーが競争して販売している。
市内に事務センターを置く主な金融機関
- 三菱UFJ銀行 （千葉ニュータウンセンター）
- みずほ銀行 （千葉事務センター）
- 富国生命保険
- 東京海上日動火災保険 （千葉ニュータウンセンター）
- 三井住友海上火災保険 （千葉ニュータウンセンター）
- 労働金庫連合会
- ゆうちょ銀行（東日本貯金事務計算センター）

企業
- NTTデータ
- グッドマンジャパン
- プロロジス
- ソフトバンクテレコム
- 竹中技術研究所（竹中工務店・竹中土木）
- マブチモーター技術センター
- 千趣会
- Colt印西データセンター
- SCSKデータセンター
- 三菱総研（DCS千葉情報センター）
- スズケン千葉物流センター
- サンエー物流
- スウィングベーカリー
- 山口精糖

組合
- 西印旛農業協同組合

市内の主な大型商業施設
- イオンモール千葉ニュータウン・イオン 千葉ニュータウン店
- ジョイフル本田 千葉ニュータウン店
- 牧の原モア
- アルカサール
- ビッグホップガーデンモール印西
- ヤマダデンキ テックランド千葉ニュータウン店
- シネマックス千葉ニュータウン シネコン
- メガマックス 千葉ニュータウン店
- ドン・キホーテ 千葉ニュータウン店
- ケーズデンキ 千葉ニュータウン店
- 東京インテリア 千葉ニュータウン店
- コストコ 千葉ニュータウン倉庫店
- カインズ 千葉ニュータウン店
- ベイシア 千葉ニュータウン店
- 島忠 千葉ニュータウン店

#### 本社・本店を置く企業
- 大成交通
- 千葉ニュータウンセンター
- ちばレインボーバス
- 都市交通タクシー
- フコク情報システム
- 北総交通
- BACS Boots

## 町名
印西市では、全域で住居表示に関する法律に基づく住居表示が実施されていない。
| 町名       | 町名          | 町名読み             | 住居表示実施年月日           | 住居表示実施直前町名 | 備考 |
| ---------- | ------------- | -------------------- | ---------------------------- | -------------------- | ---- |
| 相嶋       | 相嶋          | あいじま             | 年月日                       |                      |      |
| 安食卜杭   | 安食卜杭      | あじきぼっくい       |                              | 印旛郡本埜村安食卜杭 |      |
| 泉         | 泉            | いずみ               |                              |                      |      |
| 和泉       | 和泉          | いずみ               |                              |                      |      |
| 泉野       | 一丁目        | いずみの             |                              |                      |      |
| 泉野       | 二丁目        | いずみの             |                              |                      |      |
| 泉野       | 三丁目        | いずみの             |                              |                      |      |
| 和泉屋     | 和泉屋        | いずみや             |                              | 印旛郡本埜村和泉屋   |      |
| 内野       | 一丁目        | うちの               |                              |                      |      |
| 内野       | 二丁目        | うちの               |                              |                      |      |
| 内野       | 三丁目        | うちの               |                              |                      |      |
| 大塚       | 一丁目        | おおつか             |                              |                      |      |
| 大塚       | 二丁目        | おおつか             |                              |                      |      |
| 大塚       | 三丁目        | おおつか             |                              |                      |      |
| 小倉台     | 一丁目        | おぐらだい           |                              |                      |      |
| 小倉台     | 二丁目        | おぐらだい           |                              |                      |      |
| 小倉台     | 三丁目        | おぐらだい           |                              |                      |      |
| 小倉台     | 四丁目        | おぐらだい           |                              |                      |      |
| 鹿黒南     | 一丁目        | かぐろみなみ         | 2012年12月26日               |                      |      |
| 鹿黒南     | 二丁目        | かぐろみなみ         | 2012年12月26日               |                      |      |
| 鹿黒南     | 三丁目        | かぐろみなみ         | 2012年12月26日               |                      |      |
| 鹿黒南     | 四丁目        | かぐろみなみ         | 2012年12月26日               |                      |      |
| 鹿黒南     | 五丁目        | かぐろみなみ         | 2012年12月26日               |                      |      |
| 木下東     | 一丁目        | きおろしひがし       |                              |                      |      |
| 木下東     | 二丁目        | きおろしひがし       |                              |                      |      |
| 木下東     | 三丁目        | きおろしひがし       |                              |                      |      |
| 木下東     | 四丁目        | きおろしひがし       |                              |                      |      |
| 木下南     | 一丁目        | きおろしみなみ       |                              |                      |      |
| 木下南     | 二丁目        | きおろしみなみ       |                              |                      |      |
| 木刈       | 一丁目        | きかり               |                              |                      |      |
| 木刈       | 二丁目        | きかり               |                              |                      |      |
| 木刈       | 三丁目        | きかり               |                              |                      |      |
| 木刈       | 四丁目        | きかり               |                              |                      |      |
| 木刈       | 五丁目        | きかり               |                              |                      |      |
| 木刈       | 六丁目        | きかり               |                              |                      |      |
| 木刈       | 七丁目        | きかり               |                              |                      |      |
| 小林北     | 一丁目        | こばやしきた         |                              |                      |      |
| 小林北     | 二丁目        | こばやしきた         |                              |                      |      |
| 小林北     | 三丁目        | こばやしきた         |                              |                      |      |
| 小林北     | 四丁目        | こばやしきた         |                              |                      |      |
| 小林北     | 五丁目        | こばやしきた         |                              |                      |      |
| 小林北     | 六丁目        | こばやしきた         |                              |                      |      |
| 小林浅間   | 一丁目        | こばやしさんげん     |                              |                      |      |
| 小林浅間   | 二丁目        | こばやしさんげん     |                              |                      |      |
| 小林浅間   | 三丁目        | こばやしさんげん     |                              |                      |      |
| 小林大門下 | 一丁目        | こばやしだいもんした |                              |                      |      |
| 小林大門下 | 二丁目        | こばやしだいもんした |                              |                      |      |
| 小林大門下 | 三丁目        | こばやしだいもんした |                              |                      |      |
| 高花       | 一丁目        | たかばな             |                              |                      |      |
| 高花       | 二丁目        | たかばな             |                              |                      |      |
| 高花       | 三丁目        | たかばな             |                              |                      |      |
| 高花       | 四丁目        | たかばな             |                              |                      |      |
| 高花       | 五丁目        | たかばな             |                              |                      |      |
| 高花       | 六丁目        | たかばな             |                              |                      |      |
| 滝野       | 一丁目        | たきの               | 2013年6月24日                |                      |      |
| 滝野       | 二丁目        | たきの               | 2013年6月24日                |                      |      |
| 滝野       | 三丁目        | たきの               | 2013年6月24日                |                      |      |
| 滝野       | 四丁目        | たきの               | 2013年6月24日                |                      |      |
| 滝野       | 五丁目        | たきの               | 2013年6月24日                |                      |      |
| 滝野       | 六丁目        | たきの               | 2013年6月24日                |                      |      |
| 滝野       | 七丁目        | たきの               | 2013年6月24日                |                      |      |
| 中央北     | 一丁目        | ちゅうおうきた       |                              |                      |      |
| 中央北     | 二丁目        | ちゅうおうきた       |                              |                      |      |
| 中央北     | 三丁目        | ちゅうおうきた       |                              |                      |      |
| 中央南     | 一丁目        | ちゅうおうみなみ     |                              |                      |      |
| 中央南     | 二丁目        | ちゅうおうみなみ     |                              |                      |      |
| つくりや台 | 一丁目        | つくりやだい         | 2013年10月4日                |                      |      |
| つくりや台 | 二丁目        | つくりやだい         | 2013年10月4日                |                      |      |
| 戸神台     | 一丁目        | とかみだい           |                              |                      |      |
| 戸神台     | 二丁目        | とかみだい           |                              |                      |      |
| 西の原     | 一丁目        | にしのはら           | 2013年10月4日                |                      |      |
| 西の原     | 二丁目        | にしのはら           | 2013年10月4日                |                      |      |
| 西の原     | 三丁目        | にしのはら           | 2013年10月4日                |                      |      |
| 西の原     | 四丁目        | にしのはら           | 2013年10月4日                |                      |      |
| 西の原     | 五丁目        | にしのはら           | 2013年10月4日                |                      |      |
| 原山       | 一丁目        | はらやま             |                              |                      |      |
| 原山       | 二丁目        | はらやま             |                              |                      |      |
| 原山       | 三丁目        | はらやま             |                              |                      |      |
| 原         | 一丁目        | はら                 |                              |                      |      |
| 原         | 二丁目        | はら                 |                              |                      |      |
| 原         | 三丁目        | はら                 |                              |                      |      |
| 原         | 四丁目        | はら                 |                              |                      |      |
| 東の原     | 一丁目        | ひがしのはら         | 2012年12月26日               |                      |      |
| 東の原     | 二丁目        | ひがしのはら         | 2012年12月26日               |                      |      |
| 東の原     | 三丁目        | ひがしのはら         | 2012年12月26日               |                      |      |
| 平賀学園台 | 一丁目        | ひらかがくえんだい   |                              |                      |      |
| 平賀学園台 | 二丁目        | ひらかがくえんだい   |                              |                      |      |
| 平賀学園台 | 三丁目        | ひらかがくえんだい   |                              |                      |      |
| 武西学園台 | 一丁目        | むざいがくえんだい   |                              |                      |      |
| 武西学園台 | 二丁目        | むざいがくえんだい   |                              |                      |      |
| 武西学園台 | 三丁目        | むざいがくえんだい   |                              |                      |      |
| 舞姫       | 一丁目        | まいひめ             |                              |                      |      |
| 舞姫       | 二丁目        | まいひめ             |                              |                      |      |
| 舞姫       | 三丁目        | まいひめ             |                              |                      |      |
| 牧の台     | 一丁目        | まきのだい           | 2013年6月24日                |                      |      |
| 牧の台     | 二丁目        | まきのだい           | 2013年6月24日                |                      |      |
| 牧の台     | 三丁目        | まきのだい           | 2013年6月24日                |                      |      |
| 牧の原     | 一丁目        | まきのはら           | 2011年12月26日               |                      |      |
| 牧の原     | 二丁目        | まきのはら           | 2011年12月26日               |                      |      |
| 牧の原     | 三丁目        | まきのはら           | 2011年12月26日               |                      |      |
| 牧の原     | 四丁目        | まきのはら           | 2011年12月26日               |                      |      |
| 牧の原     | 五丁目        | まきのはら           | 2010年4月1日                 |                      |      |
| 牧の原     | 六丁目        | まきのはら           | 2011年12月26日               |                      |      |
| 松崎台     | 一丁目        | まつざきだい         |                              |                      |      |
| 松崎台     | 二丁目        | まつざきだい         |                              |                      |      |
| 美瀬       | 一丁目        | みせ                 |                              |                      |      |
| 美瀬       | 二丁目        | みせ                 |                              |                      |      |
| みどり台   | 一丁目        | みどりだい           | 2010年3月23日                | 印旛郡本埜村みどり台 |      |
| みどり台   | 二丁目        | みどりだい           | 2010年3月23日                | 印旛郡本埜村みどり台 |      |
| みどり台   | 三丁目        | みどりだい           | 2010年3月23日                | 印旛郡本埜村みどり台 |      |
| みどり台   | 2013年10月4日 | みどりだい           | 印西市つくりや台一丁目の一部 |                      |      |
| 若萩       | 一丁目        | わかはぎ             | 2013年6月24日                |                      |      |
| 若萩       | 二丁目        | わかはぎ             | 2013年6月24日                |                      |      |
| 若萩       | 三丁目        | わかはぎ             | 2013年6月24日                |                      |      |
| 若萩       | 四丁目        | わかはぎ             | 2013年6月24日                |                      |      |

## 地域

### 地区
千葉ニュータウン中央・印西牧の原地区
- 1980年代以降千葉ニュータウンの開発でベッドタウン化が進み、マンションなどの住宅が立ち並んでいる。また、印西市において最も人口が多いエリアである。市の中西部にあたり、北総線および国道464号に沿って発展しており、広大な土地を利用し大型商業施設が相次いで進出している。また、それにより北総エリアにおける一大ショッピングゾーンを築いており、新市街地として開発が進む。詳細は千葉ニュータウンの項目を参照。また、草深原 (そうふけっぱら)のような貴重な自然も残る。

木下地区
- 旧木下町。市の北西部に位置し、市役所や警察署が所在する行政の中心地。古くからの町並みが残る旧市街地であり、利根川および木下街道に沿って発展している。

印旛地区
- 市の東南部に位置し、旧・印旛村地区にあたる。北総エリアの基幹病院である日本医科大学千葉北総病院があり、印旛日本医大駅を中心とした千葉ニュータウン「いには野」地区では宅地化が進行する。一方で谷津田をはじめ自然も多く残されており、樹齢300年を超える「吉高の大桜」や「ナウマン像発掘」の地などの観光名所がある。

本埜地区
- 市の北東部に位置し、旧・本埜村地区にあたる。北印旛沼に面して水田が広がり、冬には越冬のために800羽を越す白鳥が飛来する。印西牧の原駅北側の千葉ニュータウン「滝野」地区では宅地化が進行する。また、成田空港に近いため、近年国道464号線の沿道のみどり台などには研究所や物流センターなどの進出が目立つ。

主な住宅団地
UR都市機構（旧住宅・都市整備公団）により開発された住宅団地のほか、民間のデベロッパーにより複数の大規模住宅団地が開発されている。
| - 小林団地 - アバンドーネ原 - 原山団地 - 高花団地 - 内野中央団地 | - 内野東団地 - 内野西団地 - 内野南第一団地 - 内野南第二団地 |

### 医療

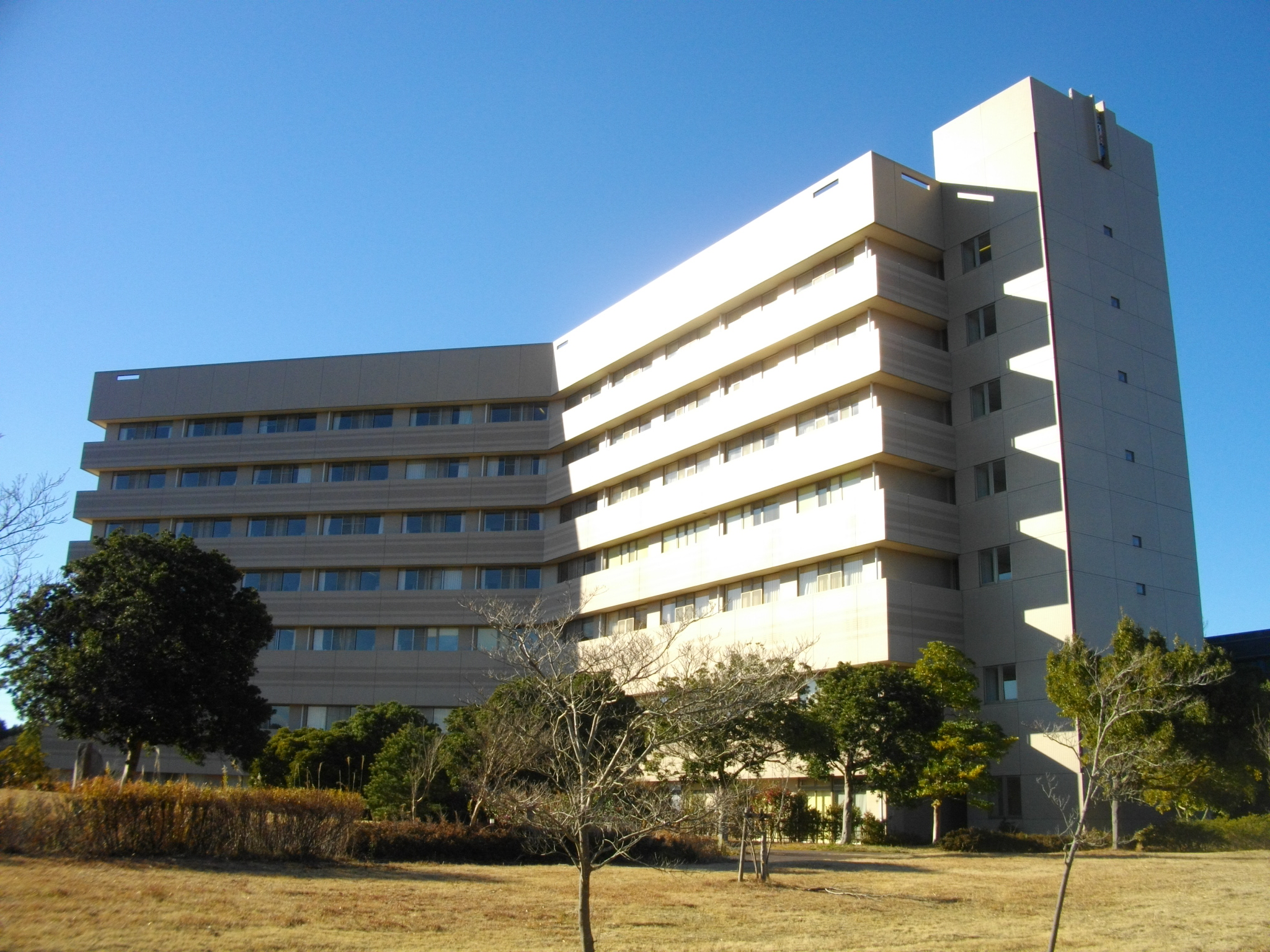
日本医科大学千葉北総病院

二次医療圏（二次保健医療圏）としては印旛医療圏（管轄区域：印旛地域）である。三次医療圏は千葉県医療圏（管轄区域：千葉県全域）。
医療提供施設は特筆性の高いもののみを記載する。
- 市内の医療機関
  - 日本医科大学千葉北総病院（基幹災害拠点病院[13]・救命救急センター）
  - 印西総合病院（緊急指定病院）
  - 西佐倉印西病院
- 二次医療圏
  - 成田赤十字病院（成田市、災害拠点病院・救命救急センター）
  - 東邦大学医療センター佐倉病院（佐倉市、災害拠点病院）

### 教育
大学
- 東京基督教大学
- 東京電機大学 千葉ニュータウンキャンパス
- 順天堂大学さくらキャンパス

専修学校
- 日本医科大学看護専門学校

中等教育学校
- 時任学園中等教育学校

高等学校
- 千葉県立印旛明誠高等学校

中学校
- 印西市立印西中学校
- 印西市立船穂中学校
- 印西市立木刈中学校
- 印西市立小林中学校
- 印西市立原山中学校
- 印西市立西の原中学校
- 印西市立印旛中学校
- 印西市立本埜中学校
- 印西市立滝野中学校

※以下は廃止。
- 旧・印西町
  - 印西町立大森中学校（1958年・統合により印西中学校を新設）
  - 印西町立木下中学校（同上）
  - 印西町立永治中学校（1958年・印西中学校永治分校となる）
  - 印西町立印西中学校永治分校 （1959年・印西中学校へ統合）
- 旧・印旛村
  - 印旛村立六合中学校（1975年・統合により印旛中学校を新設）
  - 印旛村立宗像中学校（同上）

小学校
| - 印西市立木下小学校 - 印西市立小林小学校 - 印西市立大森小学校 - 印西市立船穂小学校 - 印西市立木刈小学校 - 印西市立内野小学校 - 印西市立原山小学校 - 印西市立小林北小学校 - 印西市立小倉台小学校 - 印西市立高花小学校 | - 印西市立西の原小学校 - 印西市立原小学校 - 印西市立六合小学校 - 印西市立平賀小学校 - 印西市立いには野小学校 - 印西市立本埜小学校 - 印西市立滝野小学校 - 印西市立牧の原小学校 |

※以下は廃止。
- 旧・印西町
  - 印西町立船穂小学校武西分校（1964年・船穂小学校へ統合）
- 印西市
  - 印西市立草深小学校（2003年・西の原小学校及び原山小学校へ統合）
  - 印西市立永治小学校（2017年・木刈小学校へ統合）
  - 印西市立本埜第一小学校（2019年・統合により本埜小学校を新設）
  - 印西市立本埜第二小学校（同上）
  - 印西市立宗像小学校（2019年・いには野小学校へ統合）

特別支援学校
- 県立印旛特別支援学校

幼稚園
| 公立 - 大森幼稚園 - 瀬戸幼稚園 - もとの幼稚園 | 私立 - 天神幼稚園 - 小林天神幼稚園 - 印西しおん幼稚園 - きかり幼稚園 - 原山幼稚園 - 西の原幼稚園 |

児童福祉施設
| 公立 - 木下保育園 - 大森保育園 - 内野保育園 - 木刈保育園 - 高花保育園 - 西の原保育園 - もとの保育園 | 私立 - 原山保育園 - どんぐり保育園 - 銀の鈴保育園 - しおん保育園 - 山ゆり保育園 - 牧の原宝保育園 |

- 認可小規模保育園
  - にこにこルーム原山

### 施設
図書館
- 大森図書館：蔵書数163,145冊
- 小林図書館：蔵書数45,663冊
- そうふけ図書館：蔵書数75,513冊
- 小倉台図書館：蔵書数147,194冊
- 印旛図書館
- 本埜図書館

印西市立図書館年報 平成20年度-平成19年度より（2008年3月31日現在）
郵便局
- 印西郵便局（05004）
- 印旛郵便局（05123）
- 本埜郵便局（05190）
- 宗像郵便局（05201）
- 小林駅前郵便局（05345）
- 木下駅前郵便局（05417）
- 印西原山郵便局（05628）
- 印西木刈郵便局（05637）
- 印西牧の原郵便局（05640）
- 印西高花郵便局（05651）
- 印西小倉台郵便局（05672）
- 永治簡易郵便局（05748）

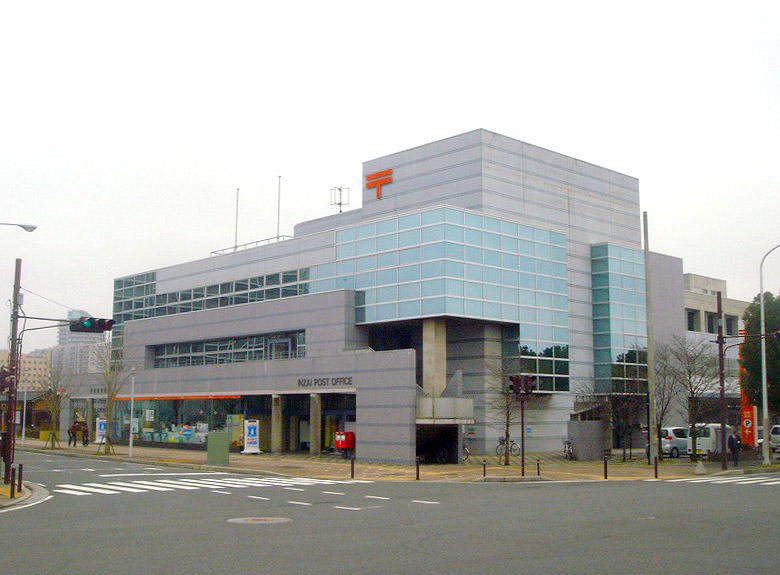
印西郵便局

郵便番号は以下が該当する。1集配局が集配を担当する。
- 印西郵便局：「270-13xx」「270-15xx」「270-16xx」「270-23xx」

### 放送
CATV - 市内ではらーばんねっとがケーブルテレビを運営している（印旛地区・本埜地区を含む）。

### スポーツ
- BIG WINGS印西
  - 日本野球連盟に所属する社会人野球のクラブチーム。
- INZAI RHINOS.EXE(印西ライノス)
  - 3x3.EXE PREMIEに参加している3人制バスケットボールのプロチーム。

スポーツ施設
- 習志野カントリークラブ
  - 1973年の第一回大会から1997年までサントリーオープンゴルフトーナメントが開催されていた。また、フィランソロピー・LPGAプレイヤーズ・チャンピオンシップの第二回・第三回（最終大会）の会場でもあった。ZOZO CHAMPIONSHIP（2019年）の第1回大会は10月24日より4日間競技として開催されることとなっている[14]。
- 総武カントリークラブ
  - 1998年から、最終大会となった2007年までの間、総武ゴルフコースにおいてサントリーオープンゴルフトーナメントが開催されていた。
- 松山下公園陸上競技場
- 平岡自然公園
- 成田射撃場
  - 2013年に開かれた第68回国民体育大会（スポーツ祭東京2013）では唯一の千葉県内の会場だった。

## 交通

### 空港
千葉県成田市の成田国際空港（成田空港）が最寄りとなる。
東京都大田区の東京国際空港（羽田空港）にも、成田スカイアクセス線（成田空港線）を走るアクセス特急を利用すれば約1時間で行く事が可能。

### 鉄道路線
北総線経由で都心と成田空港を結ぶ成田スカイアクセスが2010年7月17日に開業し、千葉ニュータウン中央駅および印旛日本医大駅の両駅に空港アクセス列車であるアクセス特急（特別料金不要）が停車するようになった。
千葉ニュータウン中央駅が市内で最も乗降人員が多いが、JTB時刻表には木下駅が中心駅として記載されている。
東日本旅客鉄道（JR東日本）
■成田線（我孫子支線）
- - 木下駅 - 小林駅 -

北総鉄道
 北総線
- - 千葉ニュータウン中央駅 - 印西牧の原駅 - 印旛日本医大駅
- 車両基地：印旛車両基地

京成電鉄
 成田スカイアクセス線（成田空港線）
- - 千葉ニュータウン中央駅 - 印旛日本医大駅 -

#### 未成線
- 日本国有鉄道 （国鉄）
  - 成田新幹線
    - 現・千葉ニュータウン中央駅のそばに千葉ニュータウン駅を設置する計画だった。

なお、隣接する酒々井町に所在する京成本線の京成酒々井駅が印旛地区(平賀・平賀学園台)に至近であり、同地区の最寄り駅となっている。

### バス路線
- 京成バス千葉セントラル
  - 一般路線バス
  - 市内循環「ふれあいバス」
- 大成交通
- 都市交通タクシー
- 京成バス千葉イースト
- なの花交通バス

コミュニティバス
- 印西市ふれあいバス

### 道路
印西市は東京近郊で人口10万人を超える都市でありながら、高速道路の空白地帯となっており、最寄りのインターチェンジは、常磐自動車道柏インターチェンジ、東関東自動車道千葉北インターチェンジ、酒々井インターチェンジ、首都圏中央連絡自動車道牛久阿見インターチェンジと、市民は目的地や在住地域によって使い分けている。
一般国道
- 国道356号
- 国道464号
  - 北千葉道路

都道府県道
- 主要地方道
  - 千葉県道・茨城県道4号千葉竜ヶ崎線
  - 千葉県道12号鎌ケ谷本埜線
  - 千葉県道59号市川印西線
  - 千葉県道61号船橋印西線
  - 千葉県道64号千葉臼井印西線
  - 千葉県道65号佐倉印西線
- 一般県道
  - 千葉県道189号千葉ニュータウン北環状線
  - 千葉県道190号千葉ニュータウン南環状線
  - 千葉県道282号柏印西線
  - 千葉県道291号印西印旛線
  - 千葉県道263号八千代宗像線
- 自転車道
  - 千葉県道406号八千代印旛栄自転車道線

## 名所・旧跡・観光スポット・祭事・催事

### 名所・旧跡
- 鳥見神社

栄福寺薬師堂（重要文化財）

- 宗像神社 - 旧宗像村周辺は「「宗像」神社」が数多く点在。
- 栄福寺
  - 薬師堂（重要文化財）
- 結縁寺
- 泉福寺
- 多聞院
- 宝珠院
- 摩尼珠山医王院松虫寺
- 玄林山勝光院龍腹寺（延龍腹寺）
- 印西七福神
  - 観音寺（浦部仁王尊）
  - 最勝院
  - 長楽寺
  - 厳島神社
  - 観音堂
  - 三宝院
  - 宝泉院地蔵寺
- 下総大森教会
- 印旛飛行場跡 - 逓信省印旛地方航空機乗員養成所の跡地。無蓋の掩体壕（えんたいごう）が印西市指定記念物（史跡）として残されている[16]。
- 押付の水塚
- 木下貝層
- 小金牧（印西牧跡）
- 小林牧場
- ナウマンゾウ発掘の地 - 1966年（昭和41年）6月に日本で初めてナウマン象のほぼ完全な化石が発掘される。
- 庚申塚

### 観光スポット
- BIGHOPガーデンモール印西
  - 観覧車「そらッぱ」
  - ファンタジーキッズリゾート - 完全屋内型遊園地。
  - MOFFアニマルワールド - 完全屋内動物園（動物ふれあい施設）。
- 千葉県立北総花の丘公園
- 千葉県立印旛沼公園
- 松虫姫公園
  - 松虫姫伝説に登場する「牛むぐりの池」がある[17]。
- 吉高の大桜
- 利根川
- 印旛沼
- 手賀沼（下手賀沼）
- 草深原（そうふけっぱら） - 絶滅危惧種ホンドギツネなど136種を含む、多様で希少な生物が棲息する。

#### 温泉
- 下総温泉

#### 博物館
- 印旛医科器械歴史資料館
- 印旛歴史民俗資料館
- メタル・アート・ミュージアム光の谷（2014年末で閉館）

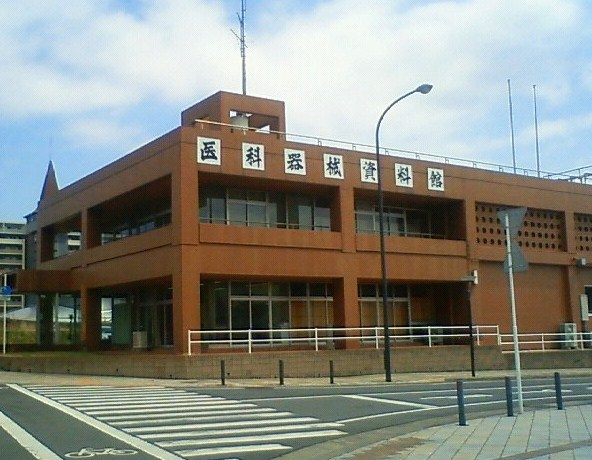
印旛医科器械歴史資料館
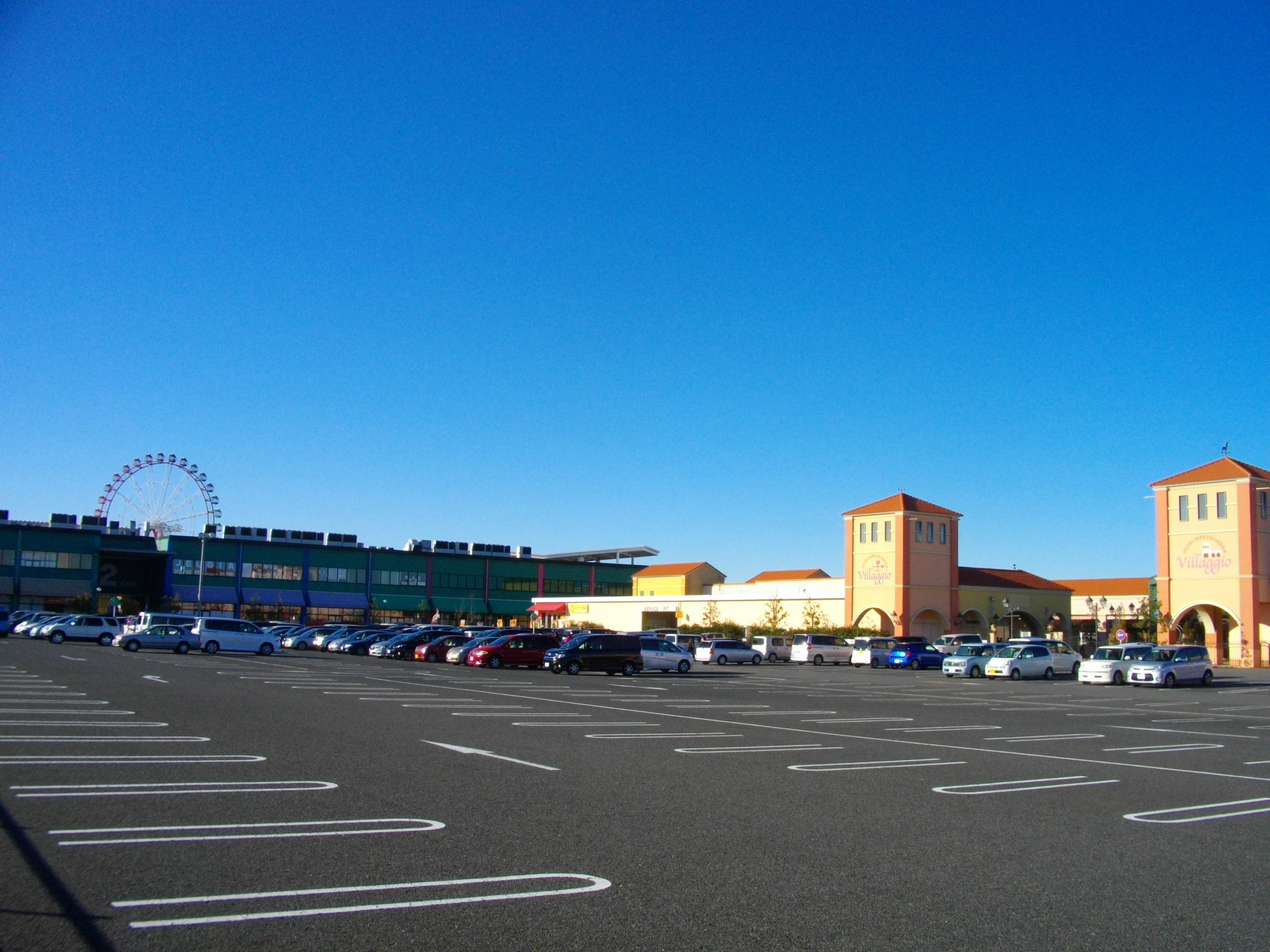
BIGHOPガーデンモール印西
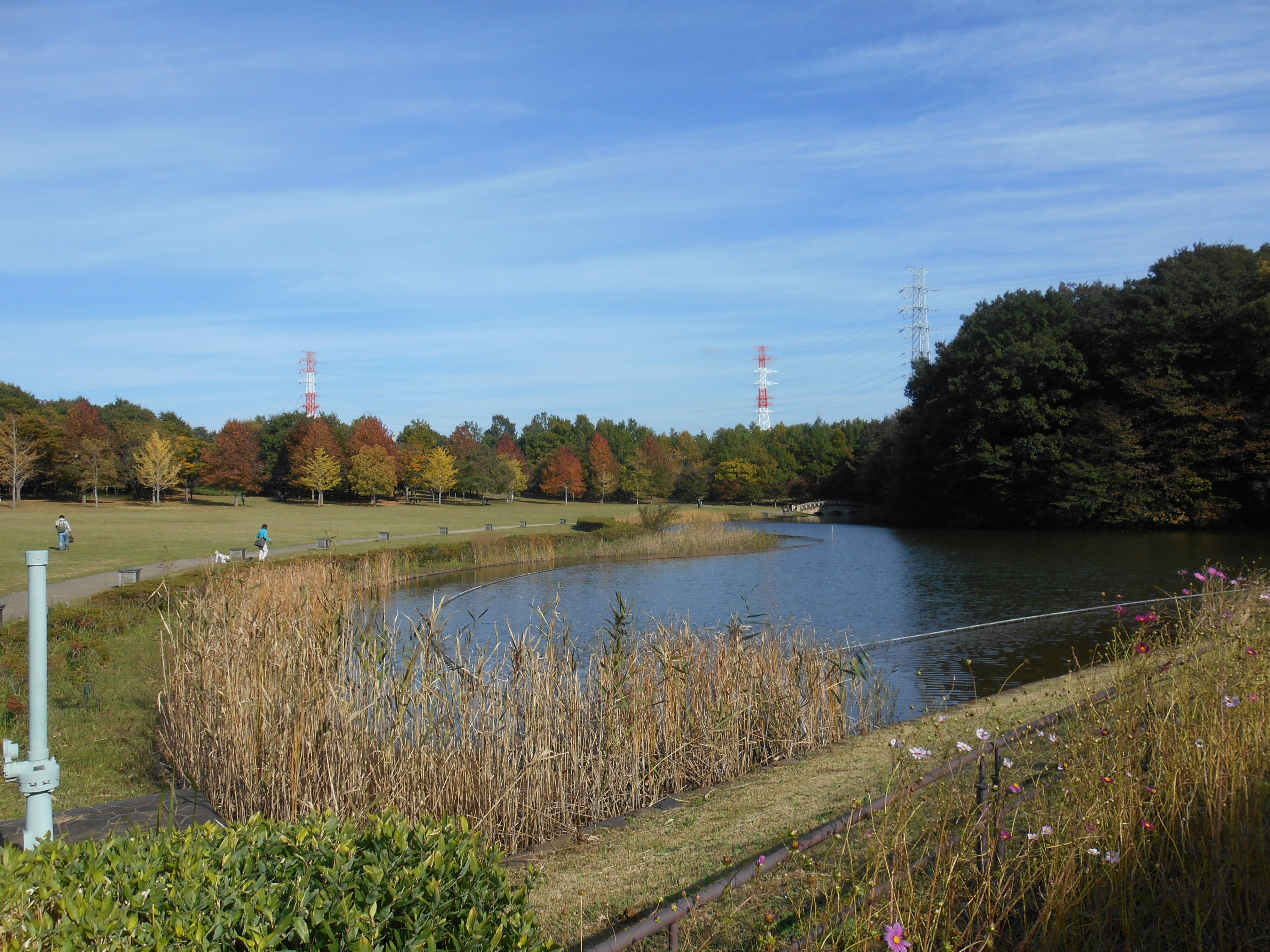
千葉県立北総花の丘公園
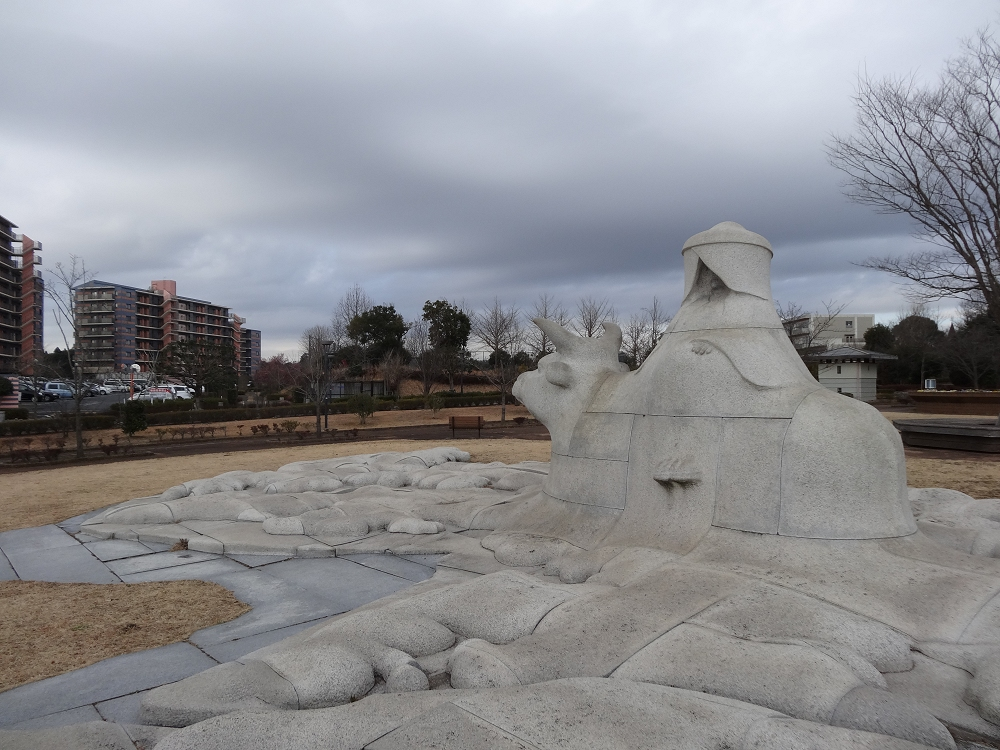
松虫姫公園

### 祭事・催事
- 印西よかっぺ夢まつり
- 別所の獅子舞（宝泉院地蔵寺・地蔵堂）
- いなざき獅子舞（和泉鳥見神社）
- ほくそう春まつり（千葉ニュータウン中央駅周辺）
- 東日本実業団対抗駅伝競走大会（2007年まで） - 元日に行われる全日本実業団駅伝の予選会を兼ねており、テレビ中継（録画）もされていた。
- 関東大学女子駅伝対校選手権大会が、印西市千葉ニュータウン周回コースで2008年の第14回から開催されている。
- 花火大会（2016年）市制施行20周年を記念し15年ぶりに利根川河川敷で予定されていたが、打ち上げが中止となった。

### 文化財
- 市内の重要文化財（国指定）一覧

| 名称                                             | 種別   | 所在地    | 所有者または管理者 | 指定年月日      | 備考                                                      |
| ------------------------------------------------ | ------ | --------- | ------------------ | --------------- | --------------------------------------------------------- |
| 宝珠院観音堂                                     | 建造物 | 小倉1138  | 宝珠院             | 昭和9年1月30日  | 永禄6年頃（室町時代後期）。                               |
| 栄福寺薬師堂                                     | 建造物 | 角田2     | 栄福寺             | 昭和29年9月17日 | 文明4年（室町時代後期）建立年代が明確な県下最古の建造物。 |
| 泉福寺薬師堂                                     | 建造物 | 岩戸1671  | 泉福寺             | 昭和52年6月27日 | 室町時代後期。                                            |
| 銅造不動明王立像（1躯）                          | 彫刻   | 結縁寺516 | 結縁寺             | 大正3年4月17日  | 鎌倉時代の作品。嘉元元年九月ノ銘アリ。                    |
| 木造薬師如来坐像（1躯）・木造薬師如来坐像（6躯） | 彫刻   | 松虫7     | 松虫寺             | 昭和34年6月27日 | 平安時代の作品。                                          |

- 市内の登録有形文化財一覧

| 名称                           | 種別   | 所在地   | 所有者または管理者 | 登録年月日       | 登録番号    | 備考                                       |
| ------------------------------ | ------ | -------- | ------------------ | ---------------- | ----------- | ------------------------------------------ |
| 岩井家住宅主屋（旧武蔵屋店舗） | 建造物 | 木下1645 | 個人               | 平成19年12月05日 | 第12-0089号 | 大正3年頃。木造2階建、瓦葺、建築面積99m2。 |

- 市内の史跡名勝天然記念物一覧

| 名称     | 所在地       | 所有者または管理者 | 指定年月日      | 備考                                    |
| -------- | ------------ | ------------------ | --------------- | --------------------------------------- |
| 木下貝層 | 木下1944ほか | 印西市             | 平成14年3月19日 | 木下万葉公園内。約12 - 13万年前の地層。 |

岩井家住宅主屋（旧武蔵屋店舗）

- 千葉県指定文化財は千葉県指定文化財一覧を参照。

## 出身有名人
有名人
- 香取秀真 - 工芸家、歌人
- 五十嵐敬之助 - 元力士、7代勝ノ浦親方
- 鳳谷五郎 - 大相撲第24代横綱
- 滝田栄 - 俳優
- 秋野央樹 - サッカー選手
- 池田圭 - サッカー選手
- 木暮聡 - 総合格闘家
- 内藤のび太 - 総合格闘家
- 澤野大地 - 陸上競技棒高跳選手
- 真木よう子 - 女優
- 森迫永依 - 子役、女優
- 古川牧子 - 元バレーボール選手
- 大野靖之 - シンガーソングライター
- 小林直己 - EXILE、三代目 J SOUL BROTHERS from EXILE TRIBEメンバー
- の子 - 神聖かまってちゃんメンバー
- 深津康太 - サッカー選手
- 植木あさ香 - 元AKB48チーム研究生
- 今村駿 - バレーボール選手
- 内藤和也 - バレーボール選手
- 山田哲也 - 競艇選手 A1選手
- 清水沙樹 - 競艇選手
- 村田沙耶香 - 小説家、エッセイスト
- 中村ゆうひ - イラストレーター、漫画家
- 井口峰幸 - 陶芸家・創土会代表・千葉県指定伝統的工芸品 大多喜焼窯元 ※出生地は千葉県八街市。
- 田中正一 - 騎手、海外で活動
- 宮本麗美 - テレビ岩手アナウンサー

名誉市民
- 福田孝 1980年（昭和55年）12月1日 - フクダ電子創業者。
- 大澤哲夫 1995年（平成7年）3月11日 - 元印旛村長(3期12年)。
- 伊藤利明 1996年（平成8年）11月3日 - 初代市長。
- 吉岡敏夫 2005年（平成17年）3月26日 - 元印旛村長(6期24年)。
- 大沢慶己 2010年（平成22年）3月14日 - 柔道家。講道館10段。

## 印西市を舞台・ロケ地とした作品
- ブラックジャックによろしく（2003年 TBS系列 主演：妻夫木聡、国仲涼子、鈴木京香）ロケ地：日本医科大学千葉北総病院
- 天才!志村どうぶつ園（2004年放送）ロケ地：印西牧の原駅
- （映画）フライ,ダディ,フライ（2005年公開）ロケ地：千葉ニュータウン中央駅
- （映画）電車男（2005年公開）ロケ地：印西牧の原駅
- （映画）オトシモノ（2006年公開）ロケ地：印西牧の原駅
- （映画）俺俺（2013年公開）ロケ地：イオンモール千葉ＮＴ店
- （映画）金メダル男（2016年公開）ロケ地：牧の原モア
- （映画）僕だけがいない街（2016年公開）ロケ地：BIGHOP、印西牧の原駅
- （映画）サクラダリセット（2017年公開）ロケ地：牧の原モア
- 轟轟戦隊ボウケンジャー（2006年放送）ロケ地：印西牧の原駅
- ハツカレ実写版（2006年・GyaOでのネットシネマとして放映）ロケ地：印西牧の原駅
- （ドラマ・映画） コード・ブルー -ドクターヘリ緊急救命-（2008年 - 2018年 フジテレビ 主演：山下智久、新垣結衣、戸田恵梨香、比嘉愛未、浅利陽介、有岡大貴、成田凌、新木優子、馬場ふみか）ロケ地：日本医科大学千葉北総病院、ビッグホップガーデンモール印西
- （ドラマ）ビターブラッド 第2話 （2014年放送 TBS）ロケ地：ビックホップガーデンモール印西 主演：佐藤健、渡部篤郎
- （ドラマ）信長協奏曲（2014年放送） 主演：小栗旬、柴咲コウ、向井理
- （ドラマ）花子とアン (2014年放送） 主演：吉高由里子　第6話:故郷からの旅立ち ロケ地：中根　大榎の幹が空洞化しており2016年8月台風16号により倒木
- （ドラマ）BORDER 警視庁捜査一課殺人犯捜査第4係（2014年放送） 主演：小栗旬
- （ドラマ）ど根性ガエル（2015年放送） 主演：松山ケンイチ
- （CM）NAVITIME ロケ地：ビッグホップガーデンモール印西
- （CM）養命酒 ロケ地：牧の原モア
- （CM）ダイハツタント ロケ地：ビッグホップガーデンモール印西
- （ドラマ）向かいのバズる家族（2019年放送 日テレ）ロケ地:ビッグホップガーデンモール印西
- （CM）ソニー損保「確かめる娘(電話交代)」篇　ロケ地:イオンモール千葉ニュータウン駐車場　ENEOS鎌刈SS 若萩地区住宅街
- （アニメ)ワンダーエッグ・プライオリティ（2021年放送）　印西市内のスポットが多数登場
- （漫画・アニメ）印西“あるある”4コマ/印西あるある物語（2022年公開）